# Droopy en Alaska
Pour plus de détails, voir Fiche technique et Distribution.
Droopy en Alaska (The Shooting of Dan McGoo) est le second court-métrage d'animation de la  série américaine Droopy réalisé par Tex Avery et sorti en 1945. 
Ce dessin animé présente Frank Graham comme « Wolfie », le loup antagoniste, ainsi que Bill Thompson et Tex Avery dans le rôle du chien Droopy. Sara Berner a le rôle de la voix parlante de la chanteuse de cabaret Lou tandis que Imogene Lynn fait la voix chantée.

## Synopsis
L'histoire commence comme dans le poème The Shooting of Dan McGrew (en) (« Le meurtre de Dan McGrew ») de Robert William Service. 
Aux abords d'une ville glacée du Yukon dans l'Alaska, nommée « Coldernel », sans foi ni loi, un panneau indique le nombre d'habitants. À chaque coup de feu tiré, ce nombre diminue, et une cloche sonne comme au billard électrique. Un autre panneau fait la promotion d'une prochaine double pendaison, à la manière d'une publicité pour un double programme de cinéma, à côté de deux gibets. Quelques mètres plus loin, un mini gibet est « programmé » pour les enfants, à 15 cents seulement. Le bar de la ville, le « Malamute », a une entrée secondaire plus petite pour les « demi-bières » (short beers). 
À l'intérieur, les clients se battent et boivent sans fin, tandis que le pianiste joue imperturbablement. Le narrateur parle alors du « dangereux » McGoo, incarné par Droopy jouant à la machine à sous en solitaire. Quand il aligne 3 pictogrammes identiques, ce sont ceux d'une sucette (sucker, soit « idiot »). Il est amoureux d'une fille de cabaret nommée Lou (sosie de « Red », du film Red Hot Riding Hood d'Avery), qui affole tous les clients (à sa voix, ils hurlent et deviennent véritablement des loups). Le barman envoie un verre de bière sur un comptoir long et complexe. Telle une voiture, le verre prend le tournant et s'arrête au feu tricolore pour laisser passer d'autres verres. La caméra revient sur un grand tableau érotique partiellement caché par le barman. Mais ce dernier prévient l'opérateur qu'il ne bougera pas ! Quatre joueurs de poker à une table jouent aussi avec les pieds. McGoo fait remarquer que le serveur du jeu est un escroc, un tordu (il a en effet l'air louche et est physiquemement tout tordu). 
Arrive, devant le bar, par la nuit à -50 °C, une voiture ouverte ultra-longue (fait souligné par la mention sur la voiture-même). En sort Wolfie le loup, couvert de flocons façon bonhomme de neige. Il « enlève son manteau de neige » (il utilise une fermeture-éclair pour s'en débarasser) et « a un pied dans la tombe » (une petite tombe à un de ses pieds le fait boîter). Il dépose un énorme sac de dollars et commande une tournée générale... que les clients et le barman, effrayés, vont boire sur le toit. Puis il exige un whisky fort, qui explose dans son estomac, rougit ses yeux et l'envoie virevolter au plafond comme une fusée de feu d'artifice. Ce qui ne l'empêche pas de soupçonner le barman de l'avoir coupé avec de l'eau ! McGoo fait alors une plaisanterie qui le met en colère (« Qu'est ce que vous voulez pour un bifton de 10, de l'essence ? »). À l'instant où il menace de tuer le chien avec un énorme canif, le rideau de la scène s'ouvre sur la chanteuse Lou, la star de toute l'armée américaine. Elle chante une version personnelle de la chanson Put Your Arms Around Me, Honey. Les yeux du loup sortent des orbites, voyagent jusqu'à Lou avant de retourner chez leur propriétaire qui siffle, tape et hurle ; Wolfie fait défiler tous les uniformes des forces de l'armée sur lui, son regard brûle le menu qu'interpose McGoo, il se tape la tête contre un poteau et le mange. Il présente un collier de diamants à la chanteuse. McGoo replie la langue sortie du loup et lui referme sa bouche. Wolfie se tape sur la tête avec un marteau, hennit comme un cheval, se frappe la tête contre la table. Dès la fin du spectacle, Wolfie enlève Lou et tire sur tout ce qui bouge. Un client, qui se protège derrière une table, voit la table se cacher derrière lui. La rangée des buveurs au bar est descendue, l'un après l'autre, mais leurs fantômes continuent à boire. Le croque-mort additionne les morts à la caisse enregistreuse. Des joueurs de poker vont dehors avec leur table, sans se lever. Le barman se baisse pour éviter un tir, dévoilant entièrement le tableau... mais la fille nue est sans corps : elle tient un panneau « Je n'ai pas de corps ». 
Au moment où le loup sort du bar avec sa captive, McGoo le fait rentrer avec son gros pistolet. Mais le loup en a un aussi, et il ferme la lumière. Après un bref échange de coups de feu dans le noir, il est mort. Le chien, embrassé par Lou reconnaissante, rougit, part comme une fusée, réagit comme l'a fait le loup, avant de conclure par sa réplique favorite : « Vous savez quoi ? Je suis heureux », avec une mine d'enterrement.

## Fiche technique
Source IMDb
- Titre : Droopy en Alaska
- Autre titre en français : Le Meurtre de Dan McGoo
- Titre original : The Shooting of Dan McGoo
- Réalisateur : Tex Avery
- Scénario : Heck Allen, histoire basée sur le poème de Robert William Service
- Producteur : Fred Quimby
- Montage : Fred MacAlpin
- Société de production : Metro-Goldwyn-Mayer
- Musique : Scott Bradley
- Pays de production : États-Unis
- Langue : anglais
- Format : couleur (Technicolor) – 35 mm – 1,37:1 – mono (Western Electric Sound System) – procédé cinématographique : sphérique
- Genre : court métrage de dessin animé de comédie
- Durée : 8 minutes
- Date de sortie : 
  - États-Unis : 14 avril 1945

### Animation
- Ray Abrams : animateur
- Preston Blair : animateur
- Ed Love : animateur
- John Didrik Johnsen : maquettiste et décors (non cité)
- Claude Smith : conception de personnages et maquettiste  (non cité)

## Distribution
Voix originales américaines :
Aucune personne n'est au générique
- Tex Avery : Droopy (Dan Mc Goo)
- Bill Thompson :Droopy
- Sara Berner : Lou, la danseuse du bar
- Pinto Colvig : cris de Wolfie et de Droopy
- Frank Graham : le narrateur, Wolfie, barman et M.C.
- Imogene Lynn : chant de Lou
- Pat McGeehan : le pianiste

Voix françaises :

## Musiques
Aucune n'est au générique
- Frankie and Johnny

Musique par Bert Leighton.
- Put Your Arms Around Me, Honey (I Never Knew Any Girl Like You)

Musique par Albert von Tilzer (en), paroles de Junie McCree. Chantée par Imogene Lynn avec d'autres paroles.
- Marche funèbre (Sonate pour piano n° 2 de Chopin)

Composée par Frédéric Chopin.
- Little Brown Jug

Chanson écrite par Joseph Winner (en).
- You're in the Army Now (en)

Musique par Isham Jones, paroles de Tell Taylor et Ole Olsen.
- The Red, White and Blue (Columbia, the Gem of the Ocean (en))

Musique par David T. Shaw.

## Autour du film
Le scénario de Droopy en Alaska s'inspire du poème The Shooting of Dan McGrew (en) de Robert William Service ainsi que du film de 1924 de même nom (en français : Le Fatal Mirage).
C'est une recréation de Dangerous Dan McFoo (1939) du même Tex Avery, avec Droopy à la place d'un petit chien qui tenait le rôle du héros.
Lou, la chanteuse de bar, chante Put Your Arms Around Me, Honey, chantée auparavant par l'actrice Judy Garland dans Amour poste restante ( In the Good Old Summertime), en 1949.